# Simon Weir
Simon Weir var en civil parish från 1858 till 1906 då den blev en del av Kirton, i grevskapet Lincolnshire, i England. Civil parish var belägen 6 km från Boston och hade 11 invånare år 1901.